# Thrips nelsoni
Thrips nelsoni är en insektsart som beskrevs av Nakahara 1994. Thrips nelsoni ingår i släktet Thrips och familjen smaltripsar. Inga underarter finns listade i Catalogue of Life.